# Alexander Hambré
Alexander Hambré, född omkring 1790 på Ekolsund i Uppland, död 11 december 1818 i Paris, var en svensk arkitekt och konstnär
Han var troligen son till Michael Hambré och Elsa Kristina Wedderburn. Hambré studerade vid Konstakademien i Stockholm där han handleddes av Fredric Westin. Han medverkade i ett flertal av akademiens konsttävlingar och fick 1808 första pris för sitt förslag för inredning av det gustavianska gravkoret i Riddarholmskyrkan. Han utnämndes till agré vid akademien 1811. Han tilldelades ett resestipendium 1816 som han använde för att resa till Italien och Frankrike. Från Paris sände han 1818 ett stipendiatarbete som beskrev ett gravkapell för Sveriges kungar. Hambré är representerad vid Nationalmuseum, Göteborgs konstmuseum, Kungliga biblioteket och Konstakademiens samlingar.